# Kuroko

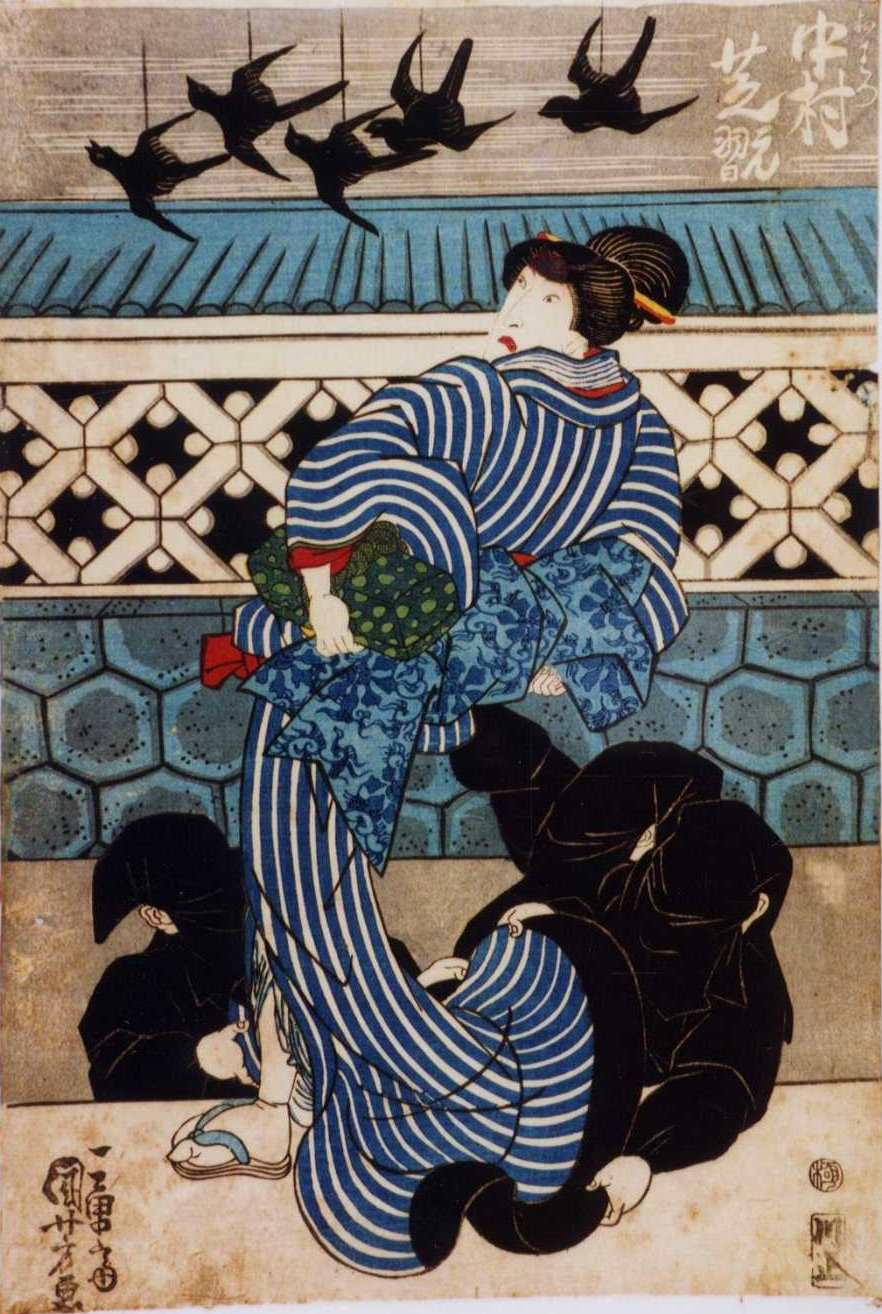
Estampe d'Utagawa Kuniyoshi d'un acteur entouré de trois kuroko

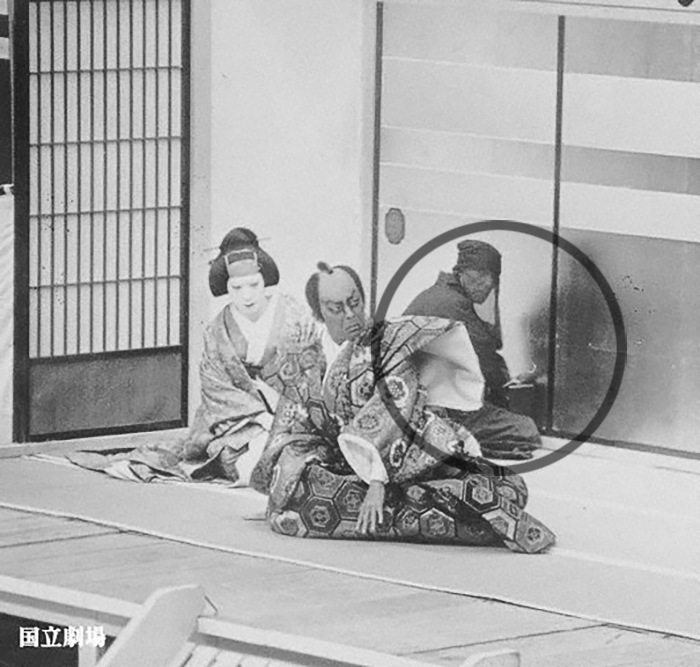
Kuroko sur scène derrière les acteurs

Les kuroko (黒子, « personne en noir »/« vêtements noirs ») sont des machinistes vêtus de noir du théâtre japonais traditionnel. 
Dans le théâtre kabuki, les kuroko occupent un grand nombre des mêmes fonctions que les machinistes. Ils déplacent les décors et accessoires sur scène, aident aux changements de scène et de costumes. Ils jouent aussi souvent les rôles d'animaux, de feux follets ou autres en tenant un accessoire. Les kuroko portent du noir de la tête aux pieds afin de signifier qu'ils sont invisibles et ne font pas partie de l'action sur scène.
La convention de porter du noir pour signifier que le porteur est invisible sur scène est également un élément central du théâtre de marionnettes bunraku. Les kuroko porteront du blanc ou du bleu afin de se fondre dans l'arrière-plan dans un jeu de scène, par exemple, dans une tempête de neige, ou en mer, auquel cas ils sont appelés des yukigo (雪子, « personne de neige ») ou namigo (波子, « personne de vague ») respectivement. 
Comme cette convention a été étendue aux acteurs de kabuki représentant des ninja, l'historien Stephen Turnbull suggère que l'image stéréotypée du ninja habillé tout en noir est issue du kabuki. Les véritables ninja, antérieurs à l'avènement du kabuki ont pu s'habiller de cette manière à l'occasion du travail de nuit, mais n'auraient certainement pas porté du noir à tout moment.
Dans le théâtre nō, un kōken, vêtu de noir, mais sans masque, remplit l'essentiel de la même fonction.

## Exemples dans la culture populaire
- Ce terme a inspiré le nom du héros éponyme du manga Kuroko's Basket.